# دكوينهو
دكوينهو (بالبرتغالية: José Mendonça dos Santos‏) مواليد 19 مارس 1928 - الوفاة 29 سبتمبر 1997، كان لاعب كرة قدم برازيلي كان يلعب في مركز الوسط. سبق له أن لعب في كأس العالم لكرة القدم مع منتخب بلاده في مونديال 1954.

## المسيرة الاحترافية

### أندية لعب لها
- نادي أيه بي سي
- نادي فلامنغو[3]
- بوتافوغو ريغاتاس

## روابط خارجية
- دكوينهو على موقع الاتحاد الدولي (مؤرشف)  (الإنجليزية)
- دكوينهو على موقع قاعدة بيانات كرة القدم.إي يو (الإنجليزية)
- دكوينهو على موقع ناشيونال فوتبول تيمز (الإنجليزية)
- دكوينهو على موقع Soccerway.com (الإنجليزية)
- دكوينهو على موقع عالم كرة القدم.نت (الإنجليزية)